# 稲荷神社 (東浦町)
稲荷神社（いなりじんじゃ）は、愛知県知多郡東浦町石浜に所在する神社。近代社格では村社。現在は伊久智神社の兼務社である。御朱印の有無は不明。

## 歴史
戦国時代の天文6年（1537年）、津島社が稲荷社を合祀したが、江戸時代中期の寛政5年（1793年）、稲荷神を祀る社となり、現社号が定着した。
別に、天文6年は牛頭天王社、つまり津島社創建の年とも。怨霊を鎮める、厄除け開運の祇園祭りを7月に実施するようになった。正徳6年（1716年）、その天王社境内に稲荷神社を勧請したともいう。

## 例祭
例祭は10月第4日曜日でおまんと祭り。東浦町おまんと祭りの一つだが、当社の場合、神楽殿では町内唯一とされる宮流神楽が奉納される。令和2年以降は、新型コロナウイルスの影響で開催中止されている。

## 祭神
境内社に、八幡社（応神天皇）、大峰神社（吉野熊野信仰）、多賀社（伊邪那岐大神・伊邪那美大神）、稲荷社・津島社がある。
稲荷社・津島社は、明治初年（1868年）、当社の御分霊を大府市内の民家で祀ったものだったが、昭和59年（1984年）に還御した。
また、御嶽社、弁財天社（厳島社。市杵嶋姫命）、津島地主社（武内宿禰）、五男三女社（天之忍穂耳命・天之菩卑能命・天津日子根命・活津日子根命・熊野久須毘命・多紀理比売命・市寸島比売命・多岐都比売命）、天満社（菅原道真）、大神宮社（天照大神）、山神社がある。
他に、日清2柱・日露6柱・満州事変1柱・大東亜戦争58柱を祀る招魂社がある。

## ご利益
厄災除け、五穀豊穣・商売繁盛、家内安全

## アクセス
- JR武豊線石浜駅から徒歩10分